# Горохівська районна рада
Горо́хівська райо́нна ра́да — орган місцевого самоврядування Горохівського району Волинської області. Розміщується в місті Горохів.

## VII скликання

### Склад ради
Загальний склад ради: 40 депутатів.
Виборчий бар'єр на чергових місцевих виборах 2015 року подолали сім політичних партій, котрі утворили стільки ж фракцій в районній раді. Аграрна партія України отримала 9 депутатських місць, Радикальна партія Олега Ляшка — 7 депутатів, «Європейська солідарність» та Всеукраїнське об'єднання «Батьківщина» завоювали по 6 мандатів, Всеукраїнське об'єднання «Свобода» та «Українське об'єднання патріотів — УКРОП» — по 5 депутатів, партія «Наш Край» завела до ради 2 депутатів.

### Керівний склад
3 грудня 2015 року, на першій сесії Горохівської районної ради VII скликання, головою ради обрано представника Аграрної партії України Щерблюка Тараса Васильовича.

## Колишні голови ради
- Андрійчук Леонід Олександрович — 2010—2015 роки[4].